# Tetraphenylzinn
Tetraphenylzinn ist eine chemische Verbindung aus der Gruppe der zinnorganischen Verbindungen.

## Gewinnung und Darstellung
Tetraphenylzinn kann durch Reaktion von Phenylmagnesiumbromid mit Zinntetrachlorid gewonnen werden. Das Phenylmagnesiumbromid wird dazu zunächst in situ aus Brombenzol und Magnesium in Dekalin hergestellt und dann direkt mit dem Zinnhalogenid umgesetzt:
{\displaystyle \mathrm {4\ C_{6}H_{5}Br\ +4\ Mg\longrightarrow } }{\displaystyle \mathrm {4\ C_{6}H_{5}MgBr{\xrightarrow {+SnCl_{4}}}\ Sn(C_{6}H_{5})_{4}\ +4\ MgBrCl} }

## Eigenschaften
Tetraphenylzinn ist ein brennbarer weißer Feststoff, der praktisch unlöslich in Wasser ist.
Im 13C-Kernresonanzspektrum (NMR) zeigt es folgende Signale:
|              | Sn–C1– | –C2   | –C3   | –C4   |
| ------------ | ------ | ----- | ----- | ----- |
| ppm          | 138,3  | 137,7 | 129,0 | 129,4 |
| J(13C–119Sn) | 530    | 37,0  | 50,7  | 11,1  |

Im 119Sn–NMR liefert es ein Signal bei −127 ppm.

## Verwendung
Tetraphenylzinn kann zur Stabilisierung von Kunststoffen eingesetzt werden. Es dient aber in erster Linie dazu, andere zinnorganische Verbindungen herzustellen. So werden durch die Kocheshkov-Umlagerung Diphenyl- und Triphenyl-Verbindungen hergestellt:
{\displaystyle \mathrm {3\ Sn(C_{6}H_{5})_{4}\ +\ SnCl_{4}\ \rightarrow \ 4\ ClSn(C_{6}H_{5})_{3}} }
{\displaystyle \mathrm {Sn(C_{6}H_{5})_{4}\ +\ SnCl_{4}\ \rightarrow \ 2\ Cl_{2}Sn(C_{6}H_{5})_{2}} }